# Отрадное (Московская область)
Отрадное — посёлок городского типа в Московской области России. Входит в городской округ Красногорск. Население — 9445 человек (2021 год).

## География
Расположено в северо-восточной части городского округа Красногорск, на левом берегу реки Синичка — притоке Баньки,
в 8 км от МКАД, высота центра над уровнем моря 190 м. Ближайшие населённые пункты — практически примыкающие с юга деревня Марьино и село Ангелово.
В непосредственной близости от Отрадного, к востоку от него, располагаются Митинское и Красногорское кладбища.
С севера к Отрадному прилегает парк «Захарьинская пойма».
В посёлке числятся несколько улиц: Пятницкая, Конная, Молодёжная, Брюсова, Левитана, Лермонтова, Айвазовского, Прокофьева, Клубная, 1-я Усадебная, 2-я Усадебная, Кленовая, Знаменская, Лесная, Пятницкое шоссе, больница (Клиническая больница № 1 ЗАО МЕДСИ) и круглосуточная клиника. Имеется отделение почты.

## История
С 1994 до 2005 годы Отрадное входило в Марьинский сельский округ Красногорского района.
С 2005 по 2017 годы посёлок являлся центром Отрадненского сельского поселения Красногорского муниципального района.
В последние годы в посёлке велось интенсивное жилищное строительство: возведены несколько крупных массивов (ЖК «Микрогород в лесу», ЖК «Отрада-1», ЖК «Отрада-2», ЖК «Фэмили Этюд»).
В 2024 году посёлок преобразован в посёлок городского типа.

## Население
| 2002 | 2006  | 2010  | 2021  |
| ---- | ----- | ----- | ----- |
| 1281 | ↗1282 | ↘1233 | ↗9445 |

## Образование
В поселке действует две средних общеобразовательных школ
- Светлые горы (частная школа)[11]
- Образовательный центр Отрадное (муниципальное учреждение)

И четыре отделения дошкольного образования (1 муниципальное; 3 частных) :
- МБДОУ Детский сад № 21 «Отрадушка»[12]

- ММЦ «Отрада» (частный детский сад и школа для детей до 12 лет)[13]
- Светлые горы(частный детский сад)[14]
- частный детский сад АНДОО «Филиппок»[15]